# Zork II: The Wizard of Frobozz
Zork II: The Wizard of Frobozz — компьютерная игра в жанре Interactive fiction, выпущенная компанией Infocom в 1981 году, вторая часть трилогии Zork и вторая игра Infocom. Она была создана Марком Бланком, Дэйвом Лебингом, Брюсом Дэниэлэм и Тимом Андерсоном.

## Сюжет
Игрок начинает игру там, где закончилось повествование Zork I. Из личных вещей есть только лампа и древний эльфийский меч. Поначалу игроку неизвестно, в чем заключается цель нового приключения. Вскоре объявляется Фробоззский Чародей (англ. Wizard of Frobozz), некогда могущественный волшебник, а теперь — изгнанный со двора лорда Тугодума Плоскоголового (англ. Dimwit Flathead) дряхлеющий старик. Однако он всё ещё силён, и с ним приходится считаться. Основными целями игрока становятся избегание прихотей дряхлого волшебника и постижение секретов магического искусства.
Как и в первой игре, игровой процесс акцентируется на поисках сокровищ, однако это не является основной задачей игры. Найденные сокровища являются лишь средством для достижения истинной цели игры.

## Критика
Игра Zork II была распродана в количестве 173204 копий к 1986 году. Softline положительно оценил юмор и остроумные находки, однако предупредил о высокой сложности игры. Итоговый вердикт — игра рекомендуется как опытным приключенцам, так и новичкам, желающим получить удовольствие от завершения хорошо продуманного приключения.
PC Magazine также отметил сложность игры, однако при этом нашёл её увлекательной.